# The Road to El Dorado (soundtrack)
The Road to El Dorado is de originele soundtrack, met liedjes van Elton John (muziek) en Tim Rice (tekst) en filmmuziek gecomponeerd door Hans Zimmer en John Powell voor de film The Road to El Dorado uit 2000 van Eric (Bibo) Bergeron en Don Paul. Het album werd uitgebracht op 14 maart 2000 door DreamWorks Records.

## Achtergrond

### Geschiedenis
Marylata Jacob, die in 1995 de muziekafdeling van DreamWorks oprichtte, werd de muzieksupervisor van de film voordat het script was voltooid. Na overleg met Jeffrey Katzenberg besloot Jacob dat de muzikale benadering van de film wereldmuziek zou zijn. In 1996 werd Tim Rice en Elton John gevraagd om zeven nummers te componeren, waar ze meteen aan werkten. Hun muzikale proces begon met Rice die eerst de songteksten schreef en deze aan John gaf om de muziek te componeren. John nam vervolgens een demo op die aan de animators werd gegeven die een storyboard maakten voor de demo, aangezien het tempo en de zang intact zouden blijven.
Uiteindelijk besloten de filmmakers om de traditionele muzikale benadering niet te volgen door de personages te laten zingen. Coproducent Bonne Radford legde uit: "We probeerden los te komen van dat patroon dat in animaties werd aangehouden en een nummer echt op een plek te zetten waar we dachten dat het geweldig zou zijn... en ons door een aantal verhaallijnen heen te loodsen." Op 20 februari 1999, vóór de release van het conceptalbum Elton John and Tim Rice's Aida, werd aangekondigd dat er tien nummers waren gecomponeerd voor El Dorado en de releasedatum van de film was uitgesteld tot maart 2000.

### Filmmuziek
De instrumentale filmmuziek werd gecomponeerd door Hans Zimmer en John Powell. John, Rice en Zimmer hadden eerder samengewerkt aan de soundtrack van Disney's The Lion King, een andere animatiefilm. Zimmer had ook eerder de instrumentale muziek gecomponeerd voor DreamWorks Animation's vorige film The Prince of Egypt.
De partituur werd uitgevoerd een orkest onder leiding van Gavin Greenaway en Rupert Gregson-Williams. De solisten waren op de gitaar Heitor Pereira en het strijktrio Triology (Tristan Schulze op de cello, Aleksey Igudesman op de viool en Daisy Jopling op de viool). De filmmuziek werd opgenomen in de Air Studios in Londen. De muziek is opgenomen en gemixt door Alan Meyerson.

### Aanpassingen
In sommige gevallen (zoals "The Trail We Blaze") zijn de nummers muzikaal en vocaal aangepast ten opzichte van de manier waarop ze in de film verschenen. Er bestaat een "Cast & Crew Special Edition"-opname van de soundtrack, maar dit was een promo-only release. Het bevat de theaterversies van de nummers, waaronder "It's Tough to Be a God" opgenomen door Kevin Kline en Kenneth Branagh (uitgevoerd op de soundtrack door Elton John en Randy Newman), en verschillende van de filmmuziek-tracks door Hans Zimmer. De Backstreet Boys verzorgden niet-gecrediteerde achtergrondvocalen op "Friends Never Say Goodbye", de groep wordt "bedankt" door John na de credits in het cd-boekje. De Eagles-leden Don Henley en Timothy B. Schmit worden gecrediteerd als achtergrondvocalisten op het nummer "Without Question".
Een Best Buy-exclusief bevatte een gelimiteerde editie bonus-cd met twee extra nummers, "Perfect Love" en "Hey, Armadillo".

### Tracklijst
Alle muziek is geschreven door Elton John en Tim Rice, tenzij anders vermeld.
| 1.                 | El Dorado – Elton John                                                                                              | 4:22 |
| 2.                 | Someday Out of the Blue – Elton John (geschreven door Elton John, Tim Rice, Patrick Leonard)                        | 4:48 |
| 3.                 | Without Question – Elton John                                                                                       | 4:47 |
| 4.                 | Friends Never Say Goodbye – Elton John                                                                              | 4:21 |
| 5.                 | The Trail We Blaze – Elton John                                                                                     | 3:54 |
| 6.                 | 16th Century Man – Elton John                                                                                       | 3:40 |
| 7.                 | The Panic in Me – Elton John (geschreven door Elton John, Tim Rice, Hans Zimmer)                                    | 5:40 |
| 8.                 | It's Tough to Be a God – Elton John & Randy Newman                                                                  | 3:50 |
| 9.                 | Trust Me – Elton John                                                                                               | 4:46 |
| 10.                | My Heart Dances – Elton John                                                                                        | 4:51 |
| 11.                | Queen of Cities – Elton John                                                                                        | 3:56 |
| 12.                | Cheldorado – Hans Zimmer featuring Heitor Pereira (geschreven door Hans Zimmer)                                     | 4:26 |
| 13.                | The Brig – Hans Zimmer featuring Triology (geschreven door Hans Zimmer)                                             | 2:58 |
| 14.                | Wonders of the New World (To Shibalba / Save El Dorado / The Ball Game) – John Powell (geschreven door John Powell) | 5:56 |
| Totale duur: 62:14 | |      |

| 15.                | Perfect Love – Elton John   | 4:09 |
| 16.                | Hey, Armadillo – Elton John | 3:47 |
| Totale duur: 70:10 |                             |      |

## Cast & Crew Special Edition
The Road to El Dorado (Cast & Crew Special Edition) is een promo soundtrack met liedjes van Elton John (muziek) en Tim Rice (tekst) en filmmuziek gecomponeerd door Hans Zimmer en John Powell voor de film The Road to El Dorado uit 2000 van Eric (Bibo) Bergeron en
Don Paul. Het album werd uitgebracht in 2000 door DreamWorks Records.

### Tracklijst
Alle muziek is geschreven door Elton John en Tim Rice, tenzij anders vermeld.
| 1.                 | To Shibalba – John Powell (geschreven door John Powell)                         | 1:56 |
| 2.                 | Cheldorado – Hans Zimmer featuring Heitor Pereira (geschreven door Hans Zimmer) | 4:29 |
| 3.                 | The Brig – Hans Zimmer featuring Triology (geschreven door Hans Zimmer)         | 2:59 |
| 4.                 | El Dorado – Elton John                                                          | 1:36 |
| 5.                 | The Trail We Blaze – Elton John                                                 | 3:11 |
| 6.                 | It's Tough to Be a God – Kevin Kline & Kenneth Branagh                          | 2:36 |
| 7.                 | Without Question – Elton John                                                   | 2:30 |
| 8.                 | Friends Never Say Goodbye – Elton John                                          | 3:13 |
| 9.                 | Save El Dorado – John Powell (geschreven door John Powell)                      | 2:14 |
| 10.                | The Ball Game – John Powell (geschreven door John Powell)                       | 1:47 |
| Totale duur: 26:31 |                                                                                 |      |

## Prijzen en nominaties
De belangrijkste:
| Jaar | Prijs                        | Categorie       | Genomineerde(n)                                       | Uitslag  |
| ---- | ---------------------------- | --------------- | ----------------------------------------------------- | -------- |
| 2001 | Critics' Choice Movie Awards | Beste componist | Hans Zimmer (voor Gladiator en The Road to El Dorado) | Gewonnen |